# Caripito
Caripito est le chef-lieu de la municipalité de Bolívar dans l'État de Monagas au Venezuela.

## Espaces publics et historiques
- Église du Sacré-Cœur-de-Jésus (Iglesia Sagrado Corazón de Jesús, construite en 1936 ;
- Le Monumento al Nazareno', ou « Monument du Nazaréen » construit en 2005, statue de 20 mètres de hauteur.

## Personnalités liées
- Juvenal Ravelo (né en 1932), plasticien ;
- Cherry Navarro (1944-1967), chanteur et musicien ;
- Doris Wells (1944-1988), actrice, réalisatrice et écrivaine ;
- Manny Trillo (né en 1950), joueur de baseball ;
- Stella Lugo (née en 1965), femme politique ;
- Alexander Cabrera (né en 1971), joueur de baseball ;
- Ildemaro Vargas (né en 1991), joueur de baseball.

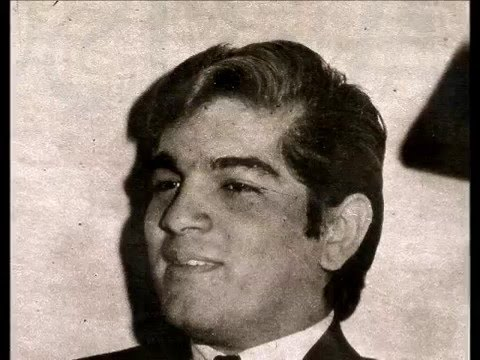
Cherry Navarro
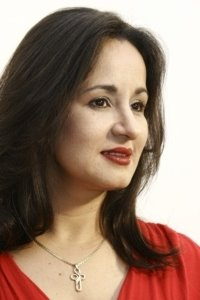
Stella Lugo
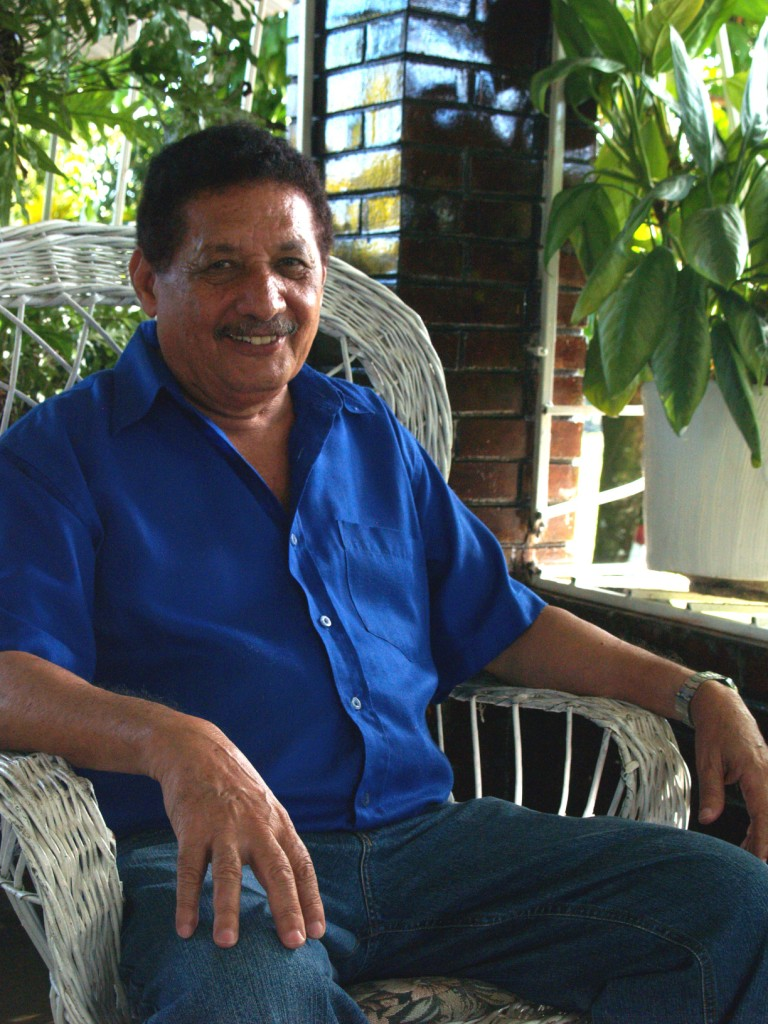
Juvenal Ravelo
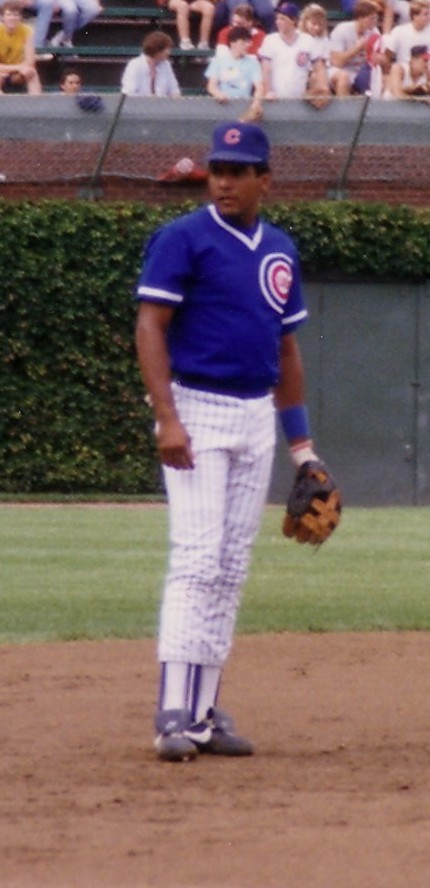
Manny Trillo
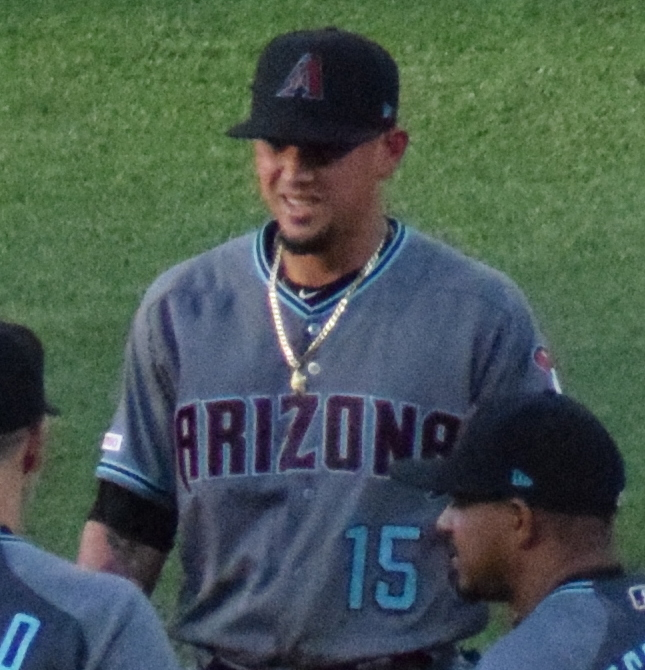
Ildemaro Vargas